# Изеда
Изеда (порт. Izeda) — бывший район (фрегезия) в Португалии, входил в округ Браганса. Являлся составной частью муниципалитета Браганса. По старому административному делению входил в провинцию Траз-уж-Монтиш и Алту-Дору. Входил в экономико-статистический субрегион Алту-Траз-уш-Монтеш, который входит в Северный регион. Население составляло 915 человек на 2001 год. Занимал площадь 33,77 км².
При реорганизации 2012—2013 годов был объединён с районами Калвелье и Парадинья-Нова. 
Покровителем района считается Дева Мария (порт. Nossa Senhora da Assunção).